# Sistema muscolare

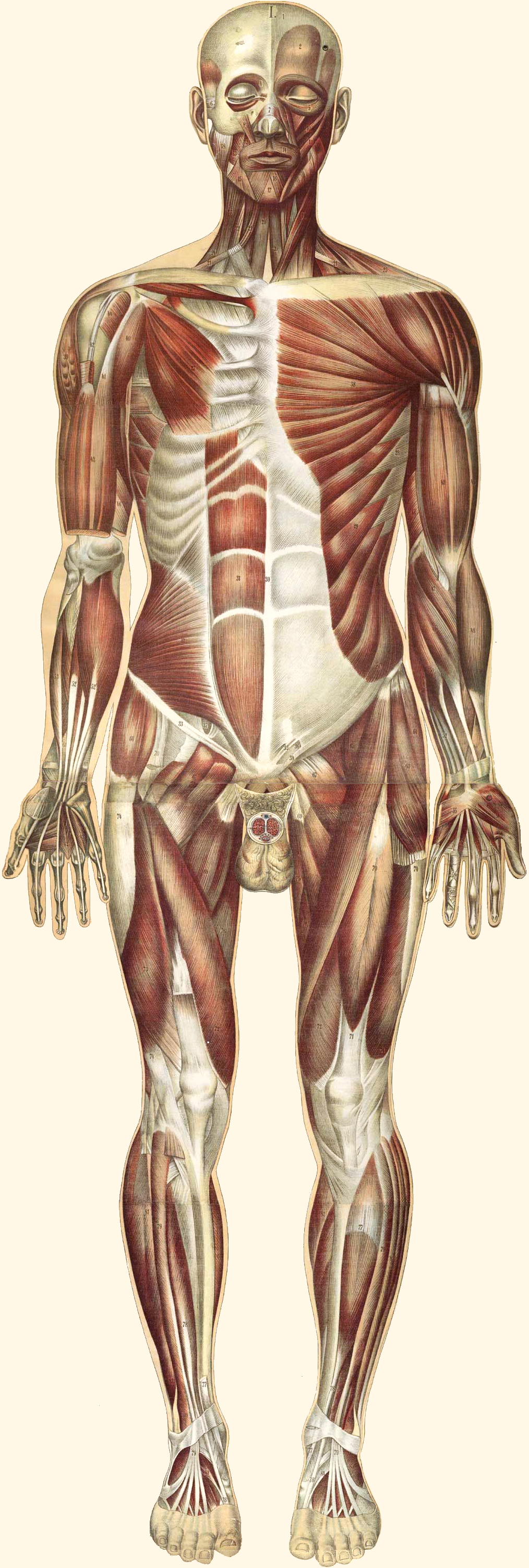
Visione anteriore del sistema muscolare di un uomo adulto.

Il sistema muscolare è l'insieme degli organi che permettono, attraverso la contrazione muscolare, il movimento del soggetto e lo scorrimento di sostanze all'interno degli organi, come sangue e cibo. Inoltre insieme al sistema scheletrico costituisce l'apparato locomotore. La contrazione avviene nel momento in cui le fibre di cui è costituito il muscolo, in seguito ad uno stimolo nervoso, scorrono le une sulle altre generando una forza che attraverso il tendine si trasmette alla leva ossea, permettendo così il movimento del corpo o di una sua parte.

## Descrizione
Nei vertebrati il sistema muscolare è costituito da due tipologie principali di muscoli:
- I muscoli volontari (difficile da valutare il numero esatto: dai 400 ai circa 600), formati da tessuto muscolare striato permettono il movimento del soggetto. Sono legati alle ossa tramite tendini e vengono spesso indicati anche come muscoli scheletrici.
- I muscoli involontari, che sono invece di natura liscia. Vengono detti anche muscoli viscerali perché si trovano a ricoprire gran parte delle pareti degli organi interni, come nel tratto digestivo, nella vescica, nei dotti, nelle arterie, nelle vene, ecc. Fa eccezione il muscolo cardiaco (detto anche miocardio), anch'esso involontario ma formato da tessuto muscolare striato; è innervato dal sistema nervoso autonomo.

Insieme al sistema scheletrico forma l'apparato locomotore, di cui è la parte attiva. Dal punto di vista della funzione motoria è possibile distinguere muscoli deputati alla statica, in particolare i muscoli della parte posteriore del corpo, e deputati alla dinamica, rappresentati grossomodo dai muscoli della parte anteriore. Ogni muscolo contiene al suo interno, mescolate fra loro, differenti fibre muscolari: le fibre di tipo 1, denominate anche rosse, dette lente in quanto si contraggono lentamente presentando però una buona resistenza alla fatica e le fibre di tipo 2, denominate anche bianche o pallide, dette veloci in quanto caratterizzate da una contrazione rapida unita però ad un affaticamento più lesto. Le fibre veloci prevalgono nei muscoli di atleti specializzati in sforzi brevi, che richiedono un'elevata forza esplosiva come velocisti, saltatori o lanciatori mentre quelle lente prevalgono in quelli di maratoneti e ciclisti, che sono più propensi infatti a sforzi di lunga durata, ma con intensità minore..

### Funzioni
Le funzioni del sistema muscolare sono:
- locomozione: muove le parti dello scheletro;
- attività motoria degli organi interni: i muscoli lisci si contraggono collaborando con gli altri sistemi;
- mimica: i muscoli facciali permettono di esprimere sensazioni e sentimenti;
- protezione: i muscoli, come quelli della parete addominale, proteggono gli organi interni.
- Producono calore grazie al loro carburante, ovvero ATP.

## Tipi di muscoli
Il tessuto muscolare è composto da una pluralità di fibre raggruppate in fasci. Le fibre muscolari possiedono delle strutture chiamate miofibrille, che si trovano in parallelo lungo l'asse maggiore della cellula e occupano quasi l'intera massa cellulare. Le miofibrille delle fibre muscolari striate sono apparentemente omogenee, ma possiedono bande scure e chiare alternate, a causa della distribuzione dei componenti principali delle miofibrille, le proteine actina e miosina.
Esistono tre tipi principali di tessuto muscolare: il tessuto muscolare liscio, tessuto muscolare striato e il tessuto muscolare cardiaco.

### Muscoli scheletrici

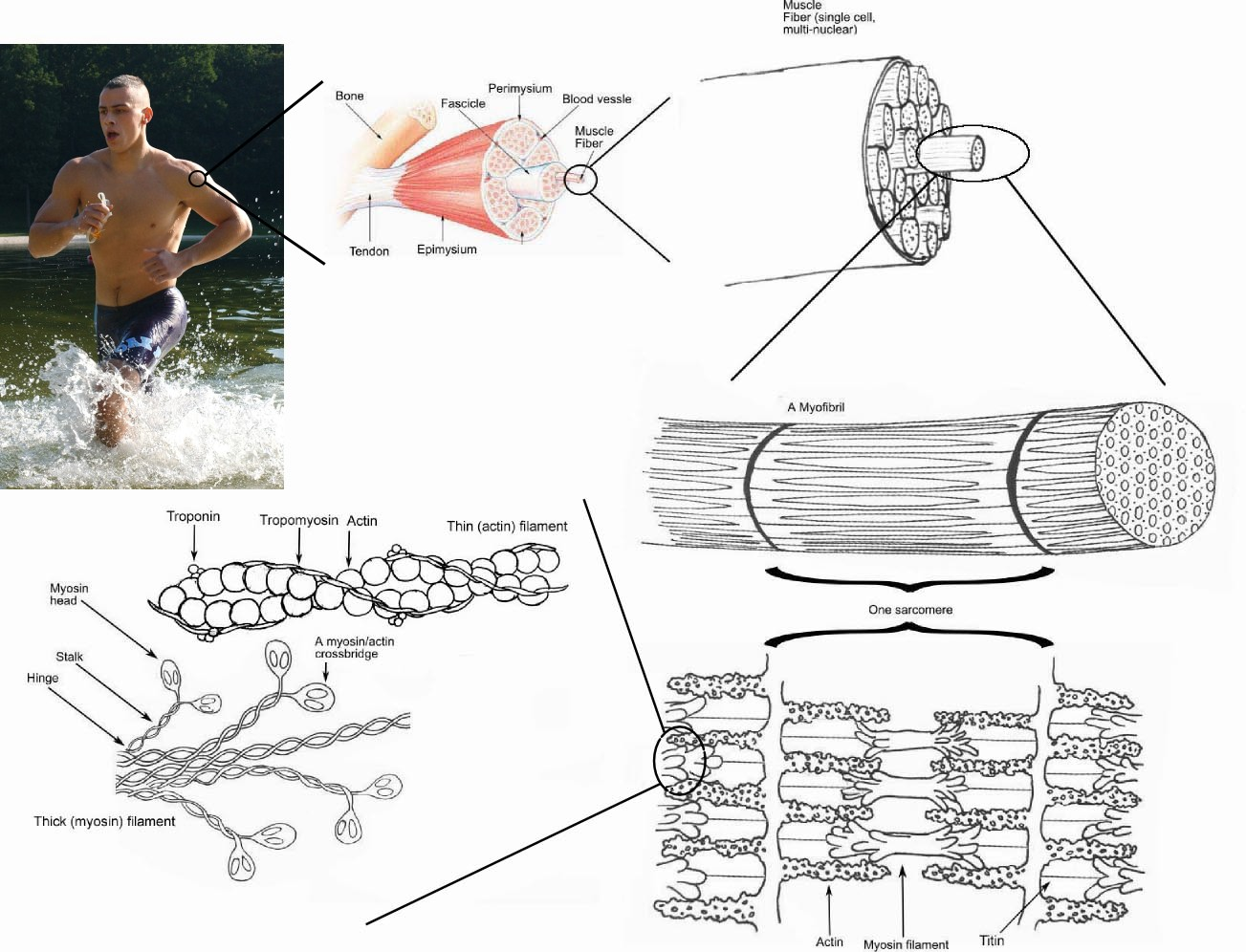
Schema muscolo scheletrico

I muscoli scheletrici sono muscoli volontari formati dalle fibre muscolari, cellule con più nuclei, a loro volta costituite dalle miofibrille, strutture cilindriche che contengono i filamenti di due proteine: l'actina e la miosina che conferiscono l'aspetto striato del muscolo. Queste proteine formano il sarcomero. Quando un nervo dà degli impulsi a un muscolo, i filamenti di actina e miosina si avvicinano scorrendo una sull'altra, accorciando il sarcomero e contraendo il muscolo; quando lo stimolo cessa i filamenti delle suddette proteine ritornano nella posizione iniziale.

### Muscoli lisci
I muscoli lisci sono muscoli involontari, infatti sono controllati dal sistema nervoso autonomo. Le cellule che compongono il loro tessuto hanno forma fusiforme e sono prive delle striature del muscolo scheletrico. La muscolatura liscia riveste l'interno di diversi organi interni, i sanguiferi, le vie urinarie, genitali, respiratorie e il canale digerente. A differenza dei muscoli striati i muscoli lisci si contraggono lentamente per periodi di tempo molto lunghi.

### Muscolo cardiaco

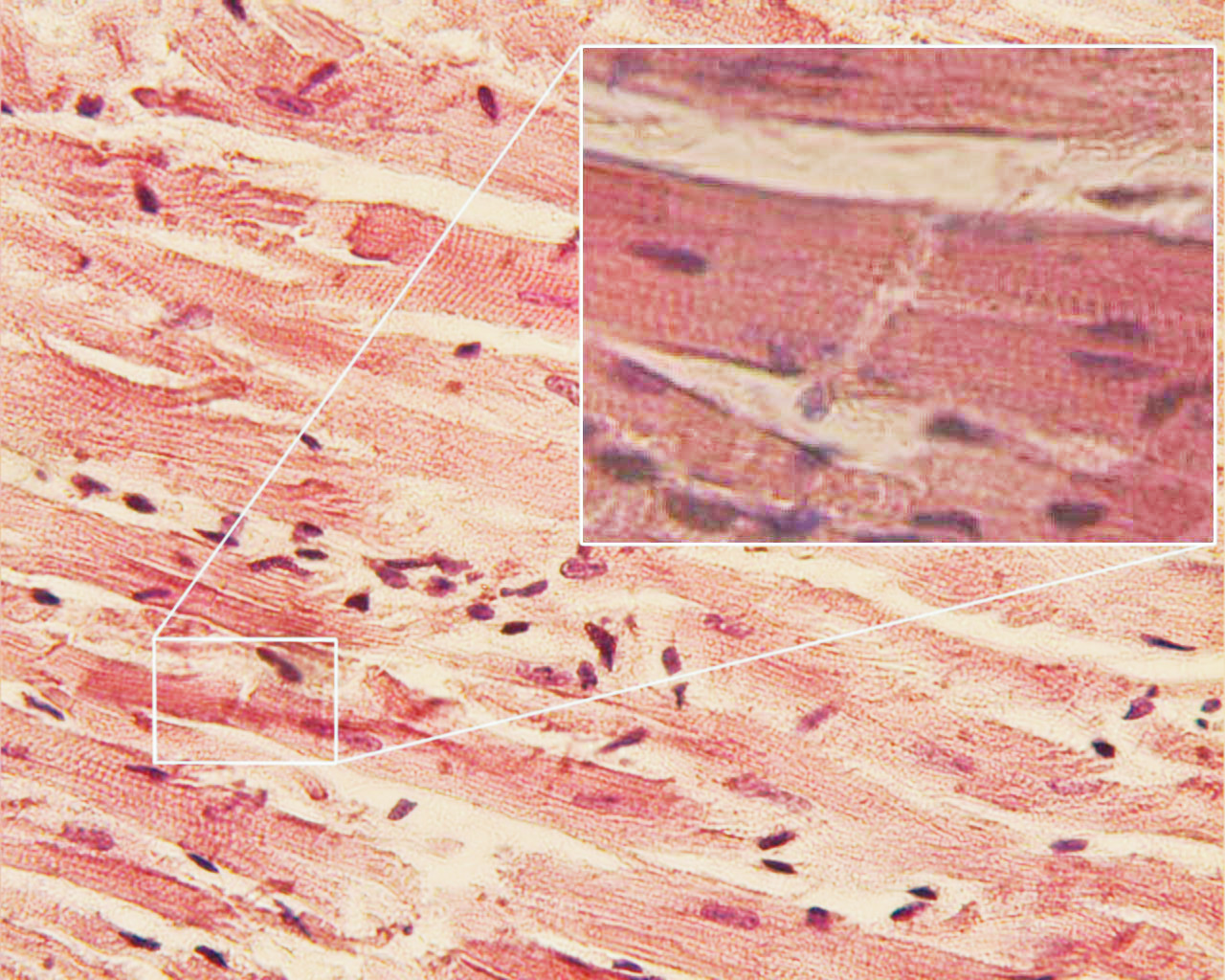
Miocardio

Il muscolo cardiaco o miocardio è un tipo di muscolo striato che si trova nel cuore. La sua funzione è quella di pompare il sangue nei vasi sanguigni. A differenza del muscolo scheletrico, il muscolo cardiaco funziona in modo autonomo e ritmico, grazie alla presenza del sistema di conduzione del nodo senoatriale e nodo atrioventricolare con le cellule del Purkinje, che sono presenti nel tessuto ventricolare. Il suo ritmo di contrazione è regolato dal sistema nervoso autonomo e, nello specifico, il sistema nervoso simpatico aumenta il ritmo del battito, invece il sistema nervoso parasimpatico lo diminuisce.